# Tahar Rahim
Tahar Rahim (Belfort, 4 de julho de 1981) é um ator francês de ascendência argelina.

## Vida
Tahar Rahim cresceu num conjunto habitacional de Belfort no seio de uma modesta família argelina originária de Oran. 
Durante a adolescência, teve grande ligação com o cinema ao assistir em média cinco filmes por semana. Em referência, o Libération declarou que ele vivia um estado de semihipnose.
Concluiu seus estudos secundários em Belfort e estudou cinema na Universidade Paul Valéry em Montpellier. Em seguida, passou pelo laboratório de formação de atores dirigido por Hélène Zidi-Chéruy.

### Vida privada
Em 2010, Tahar Rahim casou com a atriz Leïla Bekhti . Dessa união, nasceu em julho de 2017 um primeiro filho chamado Souleiman, em fevereiro de 2020, veio uma filha, e em junho de 2021 um terceiro filho.

## Carreira
Após concluir a graduação, atua na docuficção de Cyril Mennegun, no qual interpreta o estudante Tahar, inspirado nele mesmo, que mostra sua inclinação para a carreira de ator.
Após estudar cinema, participa de um filme produzido pelo Canal+, la Commune, seguida de uma breve participação, no mesmo ano, em A Invasora.
Seu primeiro grande trabalho aconteceu O Profeta, de  Jacques Audiard, que lhe rendeu grande aceitação da crítica especializada de seu país e atribuição de dois Césars.

### Filmografia
- 2006: Tahar, student (documentário) - Tahar
- 2007: La Commune (série televisa) - Yazid Fikry
- 2007: A Invasora (em francês À l'intérieur) - policial municipal
- 2009: O Profeta (em francês Un prophète) - Malik El Djebena
- 2010: You Never Left de Youssef Nabil
- 2011: The Eagle - Príncipe nativo
- 2011: Les Hommes libres de Ismael Ferroukh - Younes
- 2011: Cadela (em francês Chienne) - Mathieu
- 2011: Black Gold ( O Principe do Deserto Principe Auda )
- 2014: Samba - Wilson

### Prêmios
- 2009: Prémios do Cinema Europeu como melhor ator por O Profeta[8]
- 2010: Globo de cristal como melhor ator por O Profeta
- 2010: Estrela de ouro do cinema francês como releveção masculina por O Profeta
- 2010: Prêmio Lumière de melhor ator por O Profeta
- 2010: César de melhor ator revelação pela interpretação em O Profeta[9] e César de melhor ator (principal) pela atuação em 'O Profeta[9]
- 2010: Prêmio Patrick Dewaere